# Bahama's op de Olympische Zomerspelen 1964
De Bahama's nam deel aan de Olympische Zomerspelen 1964 in Tokio, Japan. Voor het eerst in de geschiedenis haalde de Bahama's een gouden medaille.

## Medailleoverzicht
| Sport  | Olympiër                    | Discipline | Medaille |
| ------ | --------------------------- | ---------- | -------- |
| Zeilen | Cecil Cooke Durward Knowles | star       | Goud     |

## Deelnemers

### Atletiek
| Olympiër         | Discipline             | Resultaat | Prestatie                                                                                   |
| ---------------- | ---------------------- | --------- | ------------------------------------------------------------------------------------------- |
| George Collie    | 100m (m)               | 51e       | serie 4: 5e in 10,9                                                                         |
| George Collie    | 200m (m)               | 39e       | serie 6: 5e in 21,9                                                                         |
| Tom Robinson     | 100m (m)               | 8e        | serie 8: 2e in 10,5 kwartfinale 3: 1e in 10,3 halve finale 1: 3e in 10,2 finale: 8e in 10,5 |
| Tom Robinson     | 200m (m)               | DNS       | serie 7: niet gestart                                                                       |
| Hartley Saunders | hink-stap-springen (m) | 29e       | kwalificatie: 29e met 14,59m                                                                |

### Zeilen
| Olympiër                                   | Discipline | Resultaat | Prestatie                        |
| ------------------------------------------ | ---------- | --------- | -------------------------------- |
| Durward Knowles Cecil Cooke                | star       | Goud      | 5664 punten: (1-5-DNF-6-1-1-7)   |
| Robert Eardley Godfrey Kelly Maurice Kelly | dragon     | 7e        | 4294 punten: (16-13-13-4-5-9-1)  |
| Percy Knowles Roy Ramsay Bobby Symonette   | 5,5 meter  | 9e        | 2713 punten: (9-13-11-3-3-10-10) |

Afghanistan · Algerije · Argentinië · Australië · Bahama's · België · Bermuda · Birma · Bolivia · Brazilië · Brits-Guiana · Bulgarije · Cambodja · Canada · Ceylon · Chili · Colombia · Congo-Brazzaville · Costa Rica · Cuba · Denemarken · Dominicaanse Republiek · Duits eenheidsteam · Ethiopië · Filipijnen · Finland · Frankrijk · Ghana · Griekenland · Groot-Brittannië · Hongarije · Hongkong · Ierland · IJsland · India · Irak · Iran · Israël · Italië · Ivoorkust · Jamaica · Japan · Joegoslavië · Kameroen · Kenia · Libanon · Liberia · Libië · Liechtenstein · Luxemburg · Madagaskar · Maleisië · Mali · Marokko · Mexico · Monaco · Mongolië · Nederland · Nederlandse Antillen · Nepal · Nieuw-Zeeland · Niger · Nigeria · Noord-Rhodesië · Noorwegen · Oeganda · Oostenrijk · Pakistan · Panama · Peru · Polen · Portugal · Puerto Rico · Roemenië · Senegal · Sovjet-Unie · Spanje · Taiwan · Tanganyika · Thailand · Trinidad en Tobago · Tsjaad · Tsjecho-Slowakije · Tunesië · Turkije · Uruguay · Venezuela · Verenigde Arabische Republiek · Verenigde Staten · Vietnam · Zuid-Korea · Zuid-Rhodesië · Zweden · Zwitserland